# 500 miles d'Indianapolis 1960
GP précédent GP suivant
Les 500 miles d'Indianapolis 1960 (XLIVth Indianapolis Motor Sweepstakes), courus sur l'Indianapolis Motor Speedway et organisés le samedi 30 mai 1960, ont été remportés par le pilote américain Jim Rathmann sur une Watson-Offenhauser.
L'épreuve comptait pour le championnat national américain (USAC) mais également pour le championnat du monde de Formule 1, dont elle constituait la quatre-vingt-septième épreuve courue depuis 1950, et la troisième manche de la saison.

## Contexte avant la course

### Le championnat du monde
Réservée aux monoplaces américaines suivant la réglementation Indycar, l'épreuve des 500 miles d'Indianapolis constitue néanmoins une manche du championnat du monde des conducteurs. En général, seuls les pilotes américains y participent, rares étant les protagonistes des grands prix de F1 ayant tenté leur chance sur la piste ovale. Parmi les plus célèbres, Alberto Ascari s'était brillamment qualifié en 1952, sans succès en course, alors qu'en 1958 Juan Manuel Fangio avait participé aux entraînements préliminaires avant de renoncer, faute de disposer d'une monoplace capable de s'imposer. Si les moteurs de F1 utilisées dans les autres manches mondiales sont limités à 2500 cm3, les roadsters américains disposent de moteurs atmosphériques de 4200 cm3 ou de moteurs suralimentés de 2800 cm3. Avec le changement de réglementation du championnat mondial des pilotes planifié par la Commission sportive internationale (CSI) pour la saison 1961, c'est la dernière fois que les 500 miles sont intégrés au calendrier.

### Le circuit

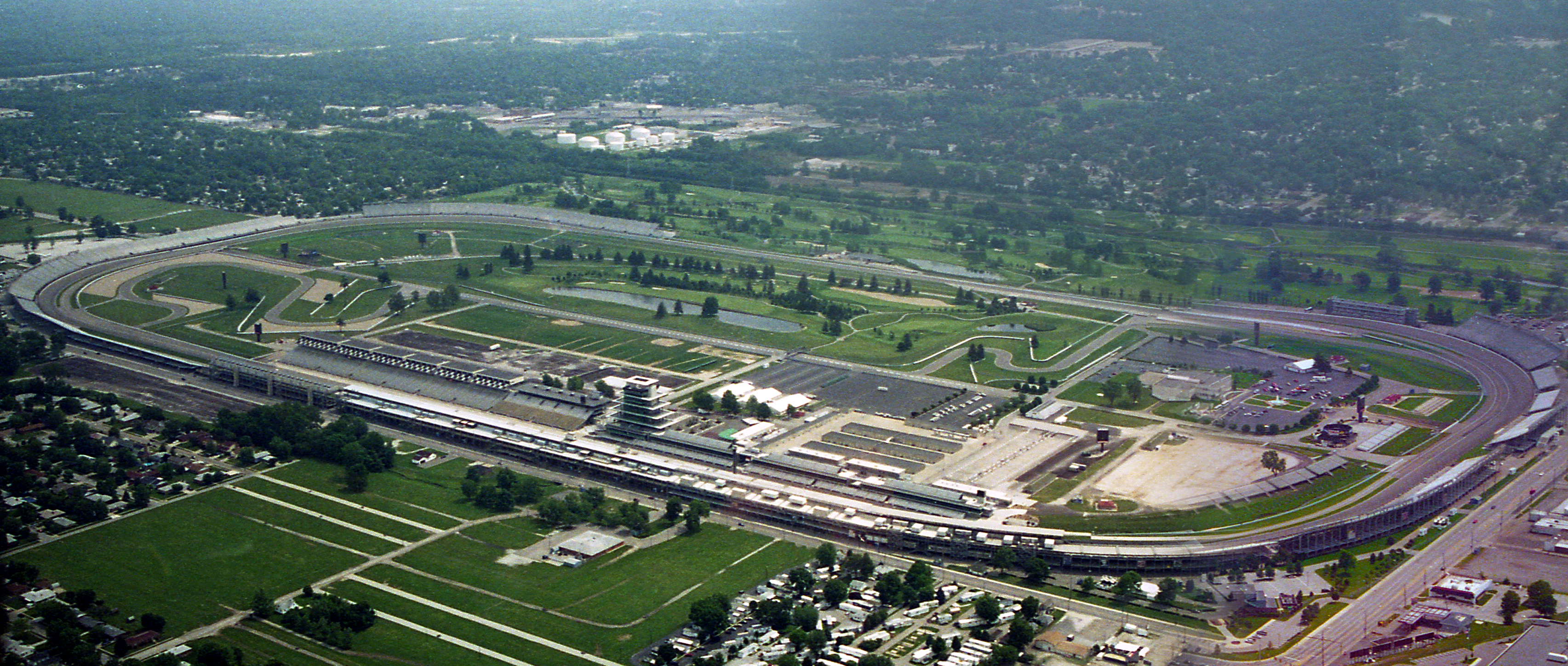
L'anneau d'Indianapolis et ses quatre virages à gauche, tous relevés.

L'autodrome d'Indianapolis fut créé en 1909 à l'initiative de l'homme d'affaires Carl Fisher. Initialement en pierres compressées, le revêtement de ce circuit rectangulaire (comportant quatre virages relevés) fut rapidement remplacé par des briques, jugées moins glissantes. Environ trois millions de briques furent utilisées pour recouvrir les quatre kilomètres de piste. En 1935, le circuit fut recouvert d'asphalte sur sa majeure partie, à l'exception de la ligne droite des stands. Le revêtement fut entièrement renouvelé en 1956, l'asphalte recouvrant l'intégralité de la piste à l'exception d'une symbolique bande de briques matérialisant la ligne de départ. Contrairement aux Grands Prix de formule un, les qualifications sont basées sur une série de quatre tours chronométrés consécutifs, et le départ de l'épreuve est de type lancé, les pilotes devant accomplir deux tours de circuit derrière la voiture de sécurité (cette année un cabriolet Oldsmobile 88) avant que la course soit ouverte.
Le record de la piste est détenu par Johnny Thomson, qui a effectué le meilleur de ses quatre tours à près de 236 km/h de moyenne lors des qualifications en 1959.

## Monoplaces en lice
Pour exploiter au mieux les spécificités des courses sur ovale, les constructeurs américains ont développé des monoplaces à moteur décentré sur la gauche et utilisent des pneumatiques conçus à cet effet. Dominateur au début des années 1950, le constructeur Kurtis Kraft est supplanté depuis 1956 par ses principaux concurrents Watson et Epperly. Tous utilisent le moteur 4 cylindres atmosphérique Offenhauser, dont la conception initiale, due à Harry Arminius Miller, remonte à 1932. D'une cylindrée de 4200 cm3, il développe plus de 400 chevaux. La transmission est assurée par une boîte de vitesses à seulement deux rapports, le premier n'étant utilisé qu'au démarrage.

## Coureurs inscrits
| no | Pilote                       | Écurie                       | Monoplace (nom officiel)      | Constructeur | Châssis               | Moteur         | Pneumatiques |
| 1  | Rodger Ward                  | Leader Card 500              | Leader Card 500 Roadster      | Watson       | Watson Indy Roadster  | Offenhauser L4 | F            |
| 2  | Tony Bettenhausen            | Lindsey Hopkins              | Dowgard Spl.                  | Watson       | Watson Indy Roadster  | Offenhauser L4 | F            |
| 3  | Johnny Thomson               | Adams Quarter Horse Racing   | Adams Qtr. Horse Spl.         | Lesovsky     | Lesovsky              | Offenhauser L4 | F            |
| 4  | Jim Rathmann                 | Ken-Paul                     | Ken-Paul Spl.                 | Watson       | Watson Indy Roadster  | Offenhauser L4 | F            |
| 5  | A. J. Foyt                   | Bowes Seal Fast Racing       | Bowes Seal Fast Spl.          | Kurtis Kraft | Kurtis Kraft 500H     | Offenhauser L4 | F            |
| 6  | Eddie Sachs                  | Dean Van Lines               | Dean Van Lines Spl.           | Ewing        | Ewing                 | Offenhauser L4 | F            |
| 7  | Don Branson                  | Bob Estes                    | Bob Estes Spl.                | Phillips     | Phillips              | Offenhauser L4 | F            |
| 8  | Johnny Boyd                  | Bowes Seal Fast Racing       | Bowes Seal Fast Spl.          | Epperly      | Epperly Indy Roadster | Offenhauser L4 | F            |
| 9  | Len Sutton                   | Saleni & Rini                | SR Racing Enterprises Spl.    | Watson       | Watson Indy Roadster  | Offenhauser L4 | F            |
| 10 | Jimmy Bryan                  | Metal-Cal                    | Metal-Cal Spl.                | Epperly      | Epperly Indy Roadster | Offenhauser L4 | F            |
| 14 | Bobby Grim                   | William Forbes               | Bill Forbes Spl.              | Meskowski    | Meskowski             | Offenhauser L4 | F            |
| 16 | Jim McWithey                 | Hoover Motor Express         | Hoover Motor Express Spl.     | Epperly      | Epperly Indy Roadster | Offenhauser L4 | F            |
| 17 | Duane Carter                 | Ensley & Murphy              | Thompson Industries Spl.      | Kuzma        | Kuzma Indy Roadster   | Offenhauser L4 | F            |
| 18 | Bud Tinglestad               | Jim Robbins                  | Jim Robbins Spl.              | Trevis       | Trevis                | Offenhauser L4 | F            |
| 21 | Chuck Arnold                 | Fred Gerhardt                | Gerhardt Spl.                 | Gerhardt     | Gerhardt              | Offenhauser L4 | F            |
| 22 | Eddie Johnson                | Jim Robbins                  | Jim Robbins Spl.              | Trevis       | Trevis                | Offenhauser L4 | F            |
| 23 | Jimmy Daywalt Dempsey Wilson | Bryant Heating               | Bryant Heating & Cooling Spl. | Kurtis Kraft | Kurtis Kraft 500G     | Offenhauser L4 | F            |
| 25 | Jack Turner                  | Kelso Auto Dynamics          | Kelso Auto Dynamics Spl.      | Lesovsky     | Lesovsky              | Offenhauser L4 | F            |
| 26 | Shorty Templeman             | Federal Engineering          | Federal Eng. Spl.             | Kurtis Kraft | Kurtis Kraft 500C     | Offenhauser L4 | F            |
| 27 | Red Amick                    | Leonard Faas                 | King O'Lawn Spl.              | Epperly      | Epperly Indy Roadster | Offenhauser L4 | F            |
| 28 | Troy Ruttman                 | John Zink                    | John Zink Heater Spl.         | Watson       | Watson Indy Roadster  | Offenhauser L4 | F            |
| 32 | Wayne Weiler                 | Ansted Rotary                | Ansted-Rotary Spl.            | Epperly      | Epperly Indy Roadster | Offenhauser L4 | F            |
| 35 | Al Keller                    | McKay's Bulldog              | Bulldog Spl.                  | Kurtis Kraft | Kurtis Kraft 500H     | Offenhauser L4 | F            |
| 37 | Gene Force                   | Roy McKay                    | McKay Spl.                    | Kurtis Kraft | Kurtis Kraft 500H     | Offenhauser L4 | F            |
| 38 | Bob Christie                 | Federal Engineering          | Federal Eng. Spl.             | Kurtis Kraft | Kurtis Kraft 500C     | Offenhauser L4 | F            |
| 39 | Bill Homeier Norm Hall       | Ridgewood Builders           | Ridgewood Builder Inc. Spl.   | Kuzma        | Kuzma Indy Roadster   | Offenhauser L4 | F            |
| 41 | Ebb Rose                     | John Zink                    | John Zink Spl.                | Moore        | Moore                 | Offenhauser L4 | F            |
| 43 | Chuck Hulse                  | H.A. Chapman                 | Chapman Spl.                  | Kurtis Kraft | Kurtis Kraft 500      | Offenhauser L4 | F            |
| 44 | Bob Veith                    | Peter Schmidt                | Schmidt Spl.                  | Meskowski    | Meskowski             | Offenhauser L4 | F            |
| 46 | Eddie Russo                  | C.O. Prather                 | Go-Kart Spl.                  | Kurtis Kraft | Kurtis Kraft 500G     | Offenhauser L4 | F            |
| 48 | Gene Hartley                 | Chapman Root                 | Sumar Spl.                    | Kurtis Kraft | Kurtis Kraft 500G     | Offenhauser L4 | F            |
| 52 | Jack Rounds                  | Hart Fullerton               | Hart Fullerton Spl.           | Lesovsky     | Lesovsky              | Offenhauser L4 | F            |
| 56 | Jim Hurtubise                | Ernest Ruiz                  | Travelon Trailer Spl.         | Christensen  | Christensen           | Offenhauser L4 | F            |
| 58 | Lee Drollinger               | Ray Brady                    | Ray Brady Spl.                | Kurtis Kraft | Kurtis Kraft 500C     | Offenhauser L4 | F            |
| 61 | Bob Cleberg                  | Detroiter Mobil Homes        | Detroiter Spl.                | Epperly      | Epperly Indy Roadster | Offenhauser L4 | F            |
| 65 | Chuck Stevenson              | Leader Card 500              | Leader Card 500 Roadster      | Watson       | Watson Indy Roadster  | Offenhauser L4 | F            |
| 69 | Chuck Hulse                  | Bob Sorenson                 | Sorenson Spl.                 | Kuzma        | Kuzma Indy Roadster   | Offenhauser L4 | F            |
| 71 | Jim Packard                  | Sclavi & Amos                | Sclavi-Amos Spl.              | Kuzma        | Kuzma Indy Roadster   | Offenhauser L4 | F            |
| 73 | Don Freeland                 | Ross-Babcock Traveler Racing | Ross-Babcock Traveler Spl.    | Kurtis Kraft | Kurtis Kraft 500H     | Offenhauser L4 | F            |
| 76 | Al Herman                    | Joe Hunt Magneto             | Joe Hunt Magneto Spl.         | Ewing        | Ewing                 | Offenhauser L4 | F            |
| 79 | Russ Congdon                 | Hall-Mar                     | Hall-Mar Spl.                 | Kurtis Kraft | Kurtis Kraft 500      | Offenhauser L4 | F            |
| 89 | Chuck Rodee                  | Dunn Engineering             | Dunn Engineering Spl.         | Dunn         | Dunn                  | Offenhauser L4 | F            |
| 97 | Dick Rathmann                | Jim Robbins                  | Jim Robbins Spl.              | Watson       | Watson Indy Roadster  | Offenhauser L4 | F            |
| 98 | Lloyd Ruby                   | JC Agajanian                 | Agajanian Spl.                | Watson       | Watson Indy Roadster  | Offenhauser L4 | F            |
| 99 | Paul Goldsmith               | Norman Demler                | Demler Spl.                   | Epperly      | Epperly Indy Roadster | Offenhauser L4 | F            |

- Remarque : Un pilote peut être inscrit sur plusieurs voitures. De même, plusieurs pilotes peuvent tenter de qualifier une même voiture.

## Qualifications
Les essais qualificatifs sont organisés les deux week-ends précédant la course, les 14/15 et 21/22 mai.
Pour se qualifier, les pilotes sont chronométrés sur 4 tours lancés (10 miles). Le premier jour, déterminant les premières positions de la grille de départ, est appelé "Pole Day", les pilotes se qualifiant les jours suivants ne pouvant plus prétendre aux premières places. En 1959, Johnny Thomson avait porté le record de la piste à 235,820 km/h, ayant obtenu la pole position en couvrant ses quatre tours lancés à 234,816 km/h de moyenne.
Dick Rathmann est le premier à tenter sa chance lors du "Pole Day", le samedi 14 mai, sur son roadster Watson. Il se qualifie à 234,229 km/h de moyenne, en deçà du record de Thomson. Son frère Jim, qui pilote une voiture identique, s'élance peu après et fait mieux, bouclant ses quatre tours à 235,561 km/h et améliorant le record de la piste. Vainqueur en 1959, Rodger Ward, également sur Watson, tente sa chance à son tour. À 234,256 km/h, il s'intercale entre les deux frères Rathmann. C'est finalement Eddie Sachs (sur Ewing) qui aura le dernier mot : il se qualifie à 235,917 km/h de moyenne et s'attribue la pole position, Jim Rathmann et Rodger Ward complétant la première ligne. Seize pilotes se sont qualifiés lors de cette première journée. Le lendemain, le temps est couvert et seuls six pilotes parviennent à se qualifier avant l'arrivée de la pluie. Le plus rapide est Thomson, qui égale presque le temps de Sachs, mais ne s'élancera cependant qu'en milieu de grille.

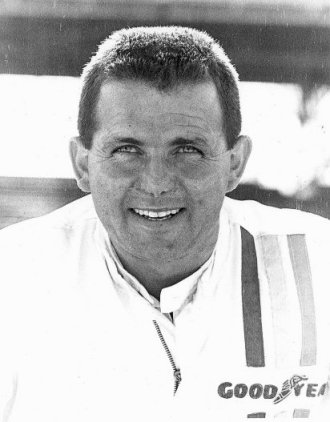
Jim Hurtubise, héros du dernier jour des qualifications.

Le second week-end de qualifications commence sous la pluie et personne n'est en mesure de tourner le samedi. Le temps se rétablit le dimanche, alors que onze places restent encore à pourvoir. Un débutant va alors faire sensation : à sa première tentative, Jim Hurtubise va littéralement affoler les chronomètres ; malgré son expérience limitée du circuit (seulement trente-cinq tours réalisés lors des entraînements préliminaires), il adopte d'emblée un pilotage très agressif, levant le pied au tout dernier moment et freinant brutalement à l'entrée de chacun des quatre virages, là où tous les autres concurrents lèvent préalablement le pied de l'accélérateur et abordent les courbes dans un style coulé, sans toucher aux freins. Public et officiels en restent coi et doutent un instant des temps enregistrés : Hurtubise a pulvérisé le record de la piste lors de son troisième tour lancé, à 240,759 km/h ! Sa moyenne sur les quatre tours s'élève à 239,882 km/h, soit 4 km/h de mieux que les meilleurs spécialistes de l'épreuve. Selon le règlement, il partira derrière les vingt-deux concurrents qualifiés la semaine précédente, en huitième ligne seulement. Parmi les dix autres pilotes qualifiés lors de cette dernière session, aucun n'a pu rivaliser avec Hurtubise, qui a devancé ses adversaires du jour de deux voire trois secondes au tour...
| Pos. | no | Pilote          | Voiture      | Moyenne      | Temps (4 tours) | Écart    |
| 1    | 6  | Eddie Sachs     | Ewing        | 235,917 km/h | 4 min 05 s 58   |          |
| 2    | 4  | Jim Rathmann    | Watson       | 235,561 km/h | 4 min 05 s 95   | + 0 s 37 |
| 3    | 1  | Rodger Ward     | Watson       | 234,256 km/h | 4 min 07 s 32   | + 1 s 74 |
| 4    | 97 | Dick Rathmann   | Watson       | 234,229 km/h | 4 min 07 s 35   | + 1 s 77 |
| 5    | 9  | Len Sutton      | Watson       | 234,068 km/h | 4 min 07 s 52   | + 1 s 94 |
| 6    | 28 | Troy Ruttman    | Watson       | 233,944 km/h | 4 min 07 s 65   | + 2 s 07 |
| 7    | 22 | Eddie Johnson   | Trevis       | 233,360 km/h | 4 min 08 s 27   | + 2 s 69 |
| 8    | 7  | Don Branson     | Phillips     | 232,957 km/h | 4 min 08 s 70   | + 3 s 12 |
| 9    | 65 | Chuck Stevenson | Watson       | 232,816 km/h | 4 min 08 s 85   | + 3 s 27 |
| 10   | 10 | Jimmy Bryan     | Epperly      | 232,602 km/h | 4 min 09 s 08   | + 3 s 50 |
| 11   | 73 | Don Freeland    | Kurtis Kraft | 232,312 km/h | 4 min 09 s 39   | + 3 s 81 |
| 12   | 98 | Lloyd Ruby      | Watson       | 232,080 km/h | 4 min 09 s 64   | + 4 s 06 |
| 13   | 8  | Johnny Boyd     | Epperly      | 231,375 km/h | 4 min 10 s 40   | + 4 s 82 |
| 14   | 38 | Bob Christie    | Kurtis Kraft | 231,163 km/h | 4 min 10 s 63   | + 5 s 05 |
| 15   | 32 | Wayne Weiler    | Epperly      | 230,960 km/h | 4 min 10 s 85   | + 5 s 27 |
| 16   | 5  | A. J. Foyt      | Kurtis Kraft | 230,886 km/h | 4 min 10 s 93   | + 5 s 35 |

| Pos. | no | Pilote            | Voiture      | Moyenne      | Temps (4 tours) | Écart    |
| 1    | 3  | Johnny Thomson    | Lesovsky     | 235,677 km/h | 4 min 05 s 83   |          |
| 2    | 2  | Tony Bettenhausen | Watson       | 233,699 km/h | 4 min 07 s 91   | + 2 s 08 |
| 3    | 26 | Shorty Templeman  | Kurtis Kraft | 231,514 km/h | 4 min 10 s 25   | + 4 s 42 |
| 4    | 37 | Gene Force        | Kurtis Kraft | 230,896 km/h | 4 min 10 s 92   | + 5 s 09 |
| 5    | 14 | Bobby Grim        | Meskowski    | 230,390 km/h | 4 min 11 s 47   | + 5 s 64 |
| 6    | 27 | Red Amick         | Epperly      | 230,271 km/h | 4 min 11 s 60   | + 5 s 77 |

| Pos. | no | Pilote         | Voiture      | Moyenne      | Temps (4 tours) | Écart     |
| 1    | 56 | Jim Hurtubise  | Christensen  | 239,882 km/h | 4 min 01 s 52   |           |
| 2    | 48 | Gene Hartley   | Kurtis Kraft | 231,578 km/h | 4 min 10 s 18   | + 8 s 66  |
| 3    | 44 | Bob Veith      | Meskowski    | 230,720 km/h | 4 min 11 s 11   | + 9 s 59  |
| 4    | 23 | Jimmy Daywalt  | Kurtis Kraft | 230,482 km/h | 4 min 11 s 37   | + 9 s 85  |
| 5    | 99 | Paul Goldsmith | Epperly      | 229,787 km/h | 4 min 12 s 13   | + 10 s 61 |
| 6    | 17 | Duane Carter   | Kuzma        | 229,542 km/h | 4 min 12 s 40   | + 10 s 88 |
| 7    | 18 | Bud Tinglestad | Trevis       | 229,097 km/h | 4 min 12 s 89   | + 11 s 37 |
| 8    | 46 | Eddie Russo    | Kurtis Kraft | 228,854 km/h | 4 min 13 s 16   | + 11 s 64 |
| 9    | 76 | Al Herman      | Ewing        | 228,266 km/h | 4 min 13 s 81   | + 12 s 29 |
| 10   | 39 | Bill Homeier   | Kuzma        | 227,317 km/h | 4 min 14 s 87   | + 13 s 35 |
| 11   | 16 | Jim McWithey   | Epperly      | 225,916 km/h | 4 min 16 s 45   | + 14 s 93 |

## Grille de départ

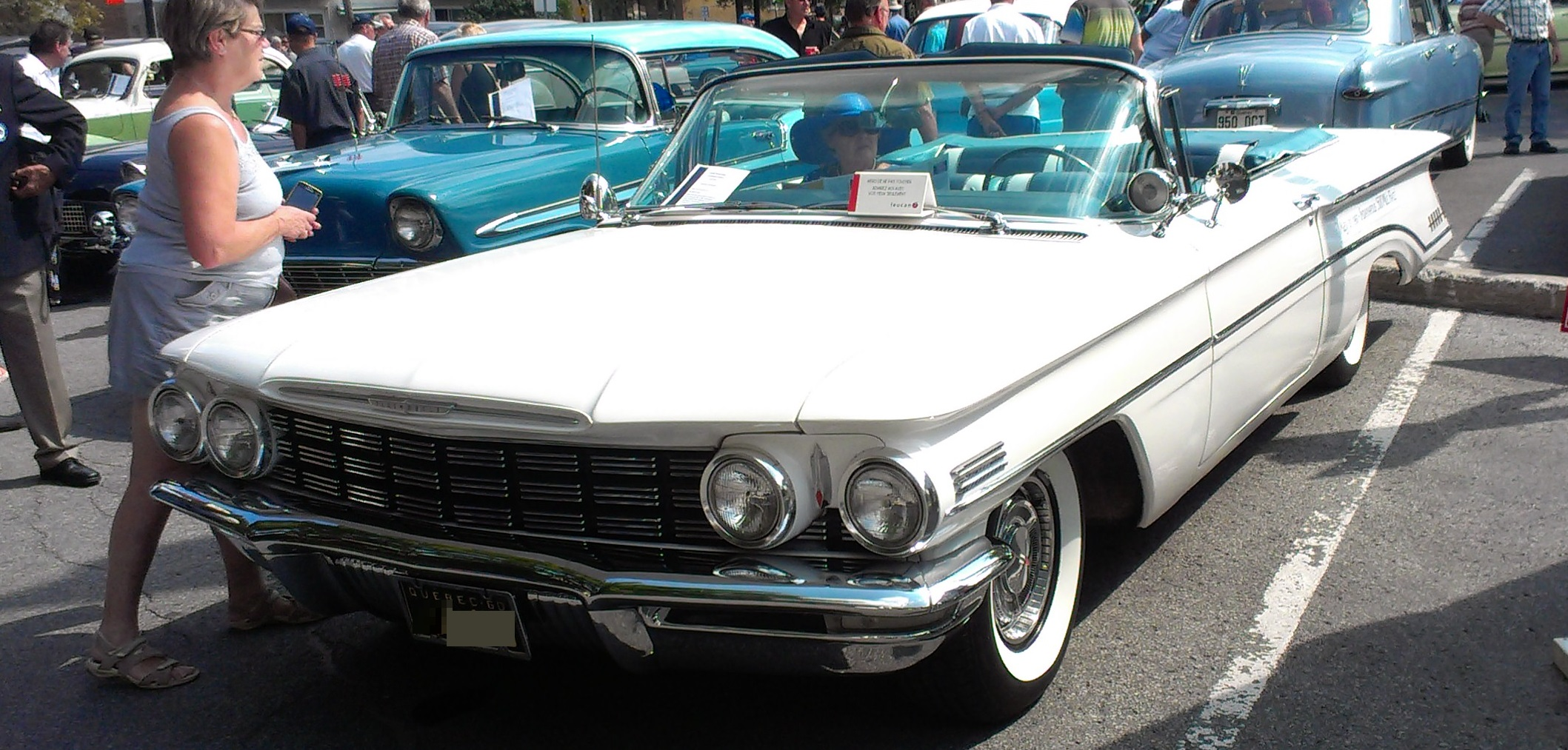
Une Oldsmobile 88 convertible semblable à celle derrière laquelle les trente-trois monoplaces de la grille s'élanceront.

| 1re ligne | Pos. 1                                     |  | Pos. 2                                 |  | Pos. 3                                   |
|           | Eddie Sachs Ewing 235,917 km/h             |  | Jim Rathmann Watson 235,561 km/h       |  | Rodger Ward Watson 234,256 km/h          |
| 2e ligne  | Pos. 4                                     |  | Pos. 5                                 |  | Pos. 6                                   |
|           | Dick Rathmann Watson 234,229 km/h          |  | Len Sutton Watson 234,068 km/h         |  | Troy Ruttman Watson 233,944 km/h         |
| 3e ligne  | Pos. 7                                     |  | Pos. 8                                 |  | Pos. 9                                   |
|           | Eddie Johnson Trevis 233,360 km/h          |  | Don Branson Phillips 232,957 km/h      |  | Chuck Stevenson Watson 232,816 km/h      |
| 4e ligne  | Pos. 10                                    |  | Pos. 11                                |  | Pos. 12                                  |
|           | Jimmy Bryan Epperly 232,602 km/h           |  | Don Freeland Kurtis Kraft 232,312 km/h |  | Lloyd Ruby Watson 232,080 km/h           |
| 5e ligne  | Pos. 13                                    |  | Pos. 14                                |  | Pos. 15                                  |
|           | Johnny Boyd Epperly 231,375 km/h           |  | Bob Christie Kurtis Kraft 231,163 km/h |  | Wayne Weiler Epperly 230,960 km/h        |
| 6e ligne  | Pos. 16                                    |  | Pos. 17                                |  | Pos. 18                                  |
|           | A. J. Foyt Kurtis Kraft 230,886 km/h       |  | Johnny Thomson Lesovsky 235,677 km/h   |  | Tony Bettenhausen Watson 233,699 km/h    |
| 7e ligne  | Pos. 19                                    |  | Pos. 20                                |  | Pos. 21                                  |
|           | Shorty Templeman Kurtis Kraft 231,514 km/h |  | Gene Force Kurtis Kraft 230,896 km/h   |  | Bobby Grim Meskowski 230,390 km/h        |
| 8e ligne  | Pos. 22                                    |  | Pos. 23                                |  | Pos. 24                                  |
|           | Red Amick Epperly 230,271 km/h             |  | Jim Hurtubise Christensen 239,882 km/h |  | Gene Hartley Kurtis Kraft 231,578 km/h   |
| 9e ligne  | Pos. 25                                    |  | Pos. 26                                |  | Pos. 27                                  |
|           | Bob Veith Meskowski 230,720 km/h           |  | Paul Goldsmith Epperly 229,787 km/h    |  | Duane Carter Kuzma 229,542 km/h          |
| 10e ligne | Pos. 28                                    |  | Pos. 29                                |  | Pos. 30                                  |
|           | Bud Tinglestad Trevis 229,097 km/h         |  | Eddie Russo Kurtis Kraft 228,854 km/h  |  | Al Herman Ewing 228,266 km/h             |
| 11e ligne | Pos. 31                                    |  | Pos. 32                                |  | Pos. 33                                  |
|           | Bill Homeier Kuzma 227,317 km/h            |  | Jim McWithey Epperly 225,916 km/h      |  | Dempsey Wilson Kurtis Kraft 230,482 km/h |

- Dempsey Wilson remplace au pied levé Jimmy Daywalt, forfait. Bien que Daywalt se soit qualifié en vingt-sixième position, Wilson doit s'élancer de la dernière place de la grille[6].

## Déroulement de la course
Comme l'année précédente, le ciel est couvert mais le temps est sec au moment du départ, donné à onze heures du matin. Placé à l'extérieur de la première ligne, Rodger Ward vire en tête dans la première courbe, devant Eddie Sachs. Les deux hommes accomplissent le premier tour roues dans roues, Sachs débordant son adversaire au début du second tour. Ward parvient à reprendre l’avantage au quatrième tour, et commence à se détacher progressivement, portant son avance à deux secondes au dixième passage. Juste derrière Sachs, Jim Rathmann se maintient en troisième position, tandis que, mal placé au départ, Tony Bettenhausen a fait une spectaculaire remontée jusqu'à la quatrième place, juste devant Troy Ruttman qu'il vient de déborder, et Jim Hurtubise, qui a déjà regagné dix-sept places depuis le départ. Ruttman réagit alors, accélère la cadence, repasse bientôt Bettenhausen, puis en quelques tours passe successivement Rathmann, Sachs et enfin Ward au dix-neuvième passage, prenant le commandement de la course. Après les cinquante premiers miles, la moyenne de Ruttmann est de 230 km/h. Juste derrière, Ward et Rathmann bataillent ferme pour la seconde place, Rathmann prenant finalement l'avantage au vingt-quatrième tour. Au passage suivant, Truman effectue son premier ravitaillement et Rathmann se retrouve en tête, devant Ward. De nombreux pilotes vont passer par les stands à l'approche des 100 miles, et Sachs en profite pour reprendre la tête jusque son arrêt tardif au cinquante-troisième tour. Ruttmann reprend le commandement mais se fait bientôt déborder par Sachs dont le ravitaillement s'est effectué en moins de vingt secondes. Rathmann dépasse également Ruttman et attaque bientôt Sachs. Durant une quinzaine de tours Rathmann et Sachs vont se disputer 6aprement le commandement, échangeant sans cesse leurs positions. Le duel va prendre fin lorsque Sachs effectue son deuxième arrêt ravitaillement, qui va durer plus de deux minutes à cause d'un problème de direction apparu sur sa monoplace.
Rathmann reste seul en tête avant d'effectuer son second ravitaillement, cédant momentanément le commandement à Johnny Thomson jusqu’au passage au stand de celui-ci, dix tours plus tard. On approche alors de la mi-course et Rathmann compte désormais quelques secondes d’avance sur Ward ; Thomson a repris la piste en troisième position, il précède Bettenhausen et Ruttmann. Rathmann va porter son avance à dix secondes avant que Ward n'accélère l'allure, se rapprochant rapidement de l'homme de tête. Au cent-vingtième tour, l'écart entre les deux premiers est retombé à deux secondes, tandis qu'un peu plus loin Thomson a distancé Bettenhausen dont le moteur commence à fumer de façon inquiétante et qui va devoir renoncer quelques boucles plus tard, alors qu'en tête Ward vient de déborder Rathmann. Un formidable chassé-croisé s'engage alors entre les deux hommes, qui va durer jusqu'à la fin de la course. Le troisième ravitaillement ne viendra pas perturber le duel, le dernier arrêt étant parfaitement exécuté de part et d'autre, en une vingtaine de secondes. Jusqu'à trois tours de la fin, l'issue reste incertaine, les positions changeant continuellement. Cependant, alors qu'il ne reste plus qu’une dizaine de kilomètres à parcourir, Ward se rend compte que son pneu avant droit est usé jusqu'à la corde et lève un peu le pied pour assurer la seconde place. Rathmann l'emporte au terme d'une course passionnante, remportant sa première victoire sur l'ovale après trois secondes places acquises en 1952, 1957, 1959. Longtemps troisième, Thomson a quelque peu ralenti en fin d'épreuve et c'est finalement Paul Goldsmith qui complète le tiercé de tête, après avoir dépassé Don Branson peu avant l'arrivée.

### Classements intermédiaires
Classements intermédiaires des monoplaces aux premier, quatrième, dixième, quinzième, vingtième, trentième, quarantième, soixantième, quatre-vingtième, centième, cent-vingtième, cent-trentième, cent-cinquantième et cent-quatre-vingtième tours.

### Classement final

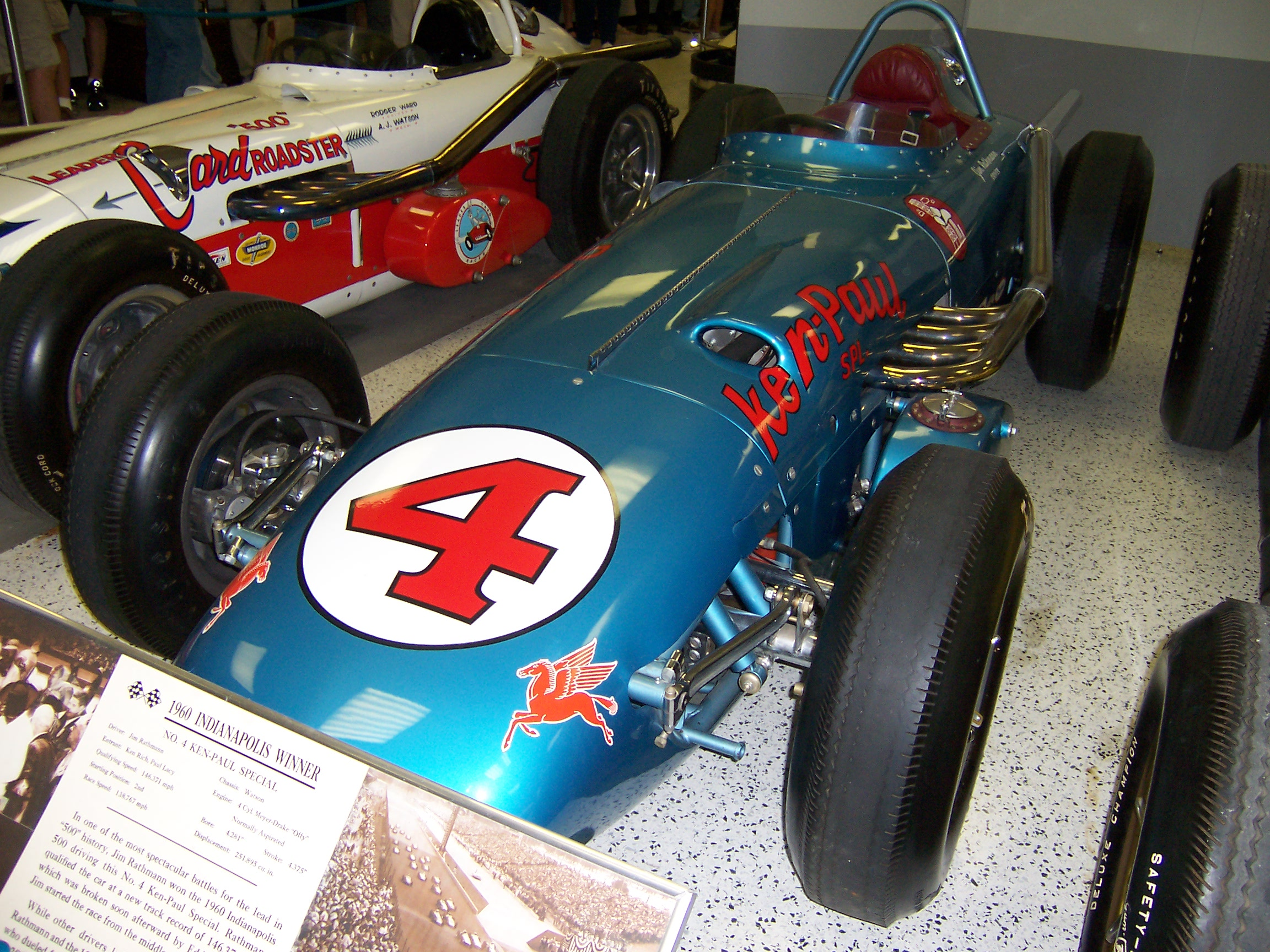
La Watson-Offenhauser de Jim Rathmann, victorieuse de l'édition 1960 des 500 miles d'Indianapolis.

| no | Pilote             | Voiture                  | Tours | Temps/Abandon        | Points |
| 1  | Jim Rathmann       | Watson-Offenhauser       | 200   | 3 h 36 min 11 s 36   | 8      |
| 2  | Rodger Ward        | Watson-Offenhauser       | 200   | + 12 s 75            | 6      |
| 3  | Paul Goldsmith     | Epperly-Offenhauser      | 200   | + 3 min 07 s 30      | 4      |
| 4  | Don Branson        | Phillips-Offenhauser     | 200   | + 3 min 07 s 98      | 3      |
| 5  | Johnny Thomson     | Lesovsky-Offenhauser     | 200   | + 3 min 11 s 35      | 2      |
| 6  | Eddie Johnson      | Trevis-Offenhauser       | 200   | + 4 min 10 s 61      | 1      |
| 7  | Lloyd Ruby (R)     | Watson-Offenhauser       | 200   | + 4 min 25 s 59      |        |
| 8  | Bob Veith          | Meskowski-Offenhauser    | 200   | + 5 min 17 s 48      |        |
| 9  | Bud Tingelstad (R) | Trevis-Offenhauser       | 200   | +8 min 19 s 91       |        |
| 10 | Bob Christie       | Kurtis Kraft-Offenhauser | 200   | + 8 min 40 s 28      |        |
| 11 | Red Amick          | Epperly-Offenhauser      | 200   | + 11 min 10 s 58     |        |
| 12 | Duane Carter       | Kuzma-Offenhauser        | 200   | + 11 min 17 s 20     |        |
| 13 | Bill Homeier       | Kuzma-Offenhauser        | 200   | + 12 min 10 s 71     |        |
| 14 | Gene Hartley       | Kurtis Kraft-Offenhauser | 196   | + 4 tours            |        |
| 15 | Chuck Stevenson    | Watson-Offenhauser       | 196   | + 4 tours            |        |
| 16 | Bobby Grim         | Meskowski-Offenhauser    | 194   | + 6 tours            |        |
| 17 | Shorty Templeman   | Kurtis Kraft-Offenhauser | 191   | embrayage            |        |
| 18 | Jim Hurtubise (R)  | Christensen-Offenhauser  | 185   | moteur               |        |
| 19 | Jimmy Bryan        | Epperly-Offenhauser      | 152   | alimentation essence |        |
| 20 | Troy Ruttman       | Watson-Offenhauser       | 134   | mécanique            |        |
| 21 | Eddie Sachs        | Ewing-Offenhauser        | 132   | mécanique            |        |
| 22 | Don Freeland       | Kurtis Kraft-Offenhauser | 129   | mécanique            |        |
| 23 | Tony Bettenhausen  | Watson-Offenhauser       | 125   | moteur               |        |
| 24 | Wayne Weiler (R)   | Epperly-Offenhauser      | 103   | accident             |        |
| 25 | A. J. Foyt         | Kurtis Kraft-Offenhauser | 90    | embrayage            |        |
| 26 | Eddie Russo        | Kurtis Kraft-Offenhauser | 90    | accident             |        |
| 27 | Johnny Boyd        | Epperly-Offenhauser      | 77    | moteur               |        |
| 28 | Gene Force         | Kurtis Kraft-Offenhauser | 74    | freins               |        |
| 29 | Jim McWithey       | Epperly-Offenhauser      | 60    | freins               |        |
| 30 | Len Sutton         | Watson-Offenhauser       | 47    | moteur               |        |
| 31 | Dick Rathmann      | Watson-Offenhauser       | 42    | freins               |        |
| 32 | Al Herman          | Ewing-Offenhauser        | 34    | embrayage            |        |
| 33 | Dempsey Wilson     | Kurtis Kraft-Offenhauser | 11    | mécanique            |        |

Un (R) indique que le pilote était éligible au trophée du "Rookie of the Year" (meilleur débutant de l'année), attribué à Jim Hurtubise.

### Pole position et record du tour
- Pole position :  Eddie Sachs en 1 min 01 s 395 lors de la première séance de qualification (quatre tours en 4 min 05 s 58 - vitesse moyenne : 235,895 km/h).
- Meilleur temps des qualifications établi lors de la quatrième séance par  Jim Hurtubise en 1 min 00 s 38 (quatre tours en 4 min 01 s 52 - vitesse moyenne : 239,882 km/h).
- Meilleur tour en course :  Jim Rathmann en 1 min 01 s 59 (vitesse moyenne : 235,149 km/h) au cent-quatre-vingt-dix-septième tour[6].

### Tours en tête
- Rodger Ward : 58 tours (1 / 4-18 / 38-41 / 123-127 / 142-146 / 148-151 / 163-169 / 171-177 / 183-189 / 194-196)
- Eddie Sachs : 21 tours (2-3 / 42-51 / 57-61 / 70-72 / 75)
- Troy Ruttman : 11 tours (19-24 / 52-56)
- Jim Rathmann : 100 tours (25-37 / 62-69 / 73-74 / 76-85 / 96-122 / 128-141 / 147 / 152-162 / 170 / 178-182 / 190-193 / 197-200)
- Johnny Thomson : 10 tours (86-95)

## Classement général à l'issue de la course
- Attribution des points : 8, 6, 4, 3, 2, 1 respectivement aux six premiers de chaque épreuve.
- Pour la coupe des constructeurs, même barème mais seule la voiture la mieux classée de chaque équipe inscrit des points. Les 500 miles d'Indianapolis ne sont pas pris en compte pour cette coupe, la course n'étant pas ouverte aux monoplaces de formule 1.
- Seuls les six meilleurs résultats sont comptabilisés.
- Le règlement permet aux pilotes de se relayer sur une même voiture, les points éventuellement acquis étant alors perdus pour pilotes et constructeur[6].

| Pos. | Pilote             | Écurie   | Points | ARG | MON | 500 | NL | BEL | FRA | GBR | POR | ITA | USA |
| 1    | Bruce McLaren      | Cooper   | 14     | 8   | 6   | -   |    |     |     |     |     |     |     |
| 2    | Stirling Moss      | Lotus    | 8      | -   | 8   | -   |    |     |     |     |     |     |     |
|      | Jim Rathmann       | Watson   | 8      | -   | -   | 8   |    |     |     |     |     |     |     |
| 4    | Cliff Allison      | Ferrari  | 6      | 6   | -   | -   |    |     |     |     |     |     |     |
|      | Rodger Ward        | Watson   | 6      | -   | -   | 6   |    |     |     |     |     |     |     |
| 6    | Phil Hill          | Ferrari  | 4      | -   | 4   | -   |    |     |     |     |     |     |     |
|      | Paul Goldsmith     | Epperly  | 4      | -   | -   | 4   |    |     |     |     |     |     |     |
| 8    | Carlos Menditéguy  | Cooper   | 3      | 3   | -   | -   |    |     |     |     |     |     |     |
|      | Tony Brooks        | Cooper   | 3      | -   | 3   | -   |    |     |     |     |     |     |     |
|      | Don Branson        | Phillips | 3      | -   | -   | 3   |    |     |     |     |     |     |     |
| 11   | Wolfgang von Trips | Ferrari  | 2      | 2   | -   | -   |    |     |     |     |     |     |     |
|      | Joakim Bonnier     | BRM      | 2      | -   | 2   | -   |    |     |     |     |     |     |     |
|      | Johnny Thomson     | Lesovsky | 2      | -   | -   | 2   |    |     |     |     |     |     |     |
| 14   | Innes Ireland      | Lotus    | 1      | 1   | -   | -   |    |     |     |     |     |     |     |
|      | Richie Ginther     | Ferrari  | 1      | -   | 1   | -   |    |     |     |     |     |     |     |
|      | Eddie Johnson      | Trevis   | 1      | -   | -   | 1   |    |     |     |     |     |     |     |

| Pos. | Écurie          | Points | ARG | MON | 500 | NL | BEL | FRA | GBR | POR | ITA | USA |
| 1    | Cooper-Climax   | 14     | 8   | 6   | -   |    |     |     |     |     |     |     |
| 2    | Ferrari         | 10     | 6   | 4   | -   |    |     |     |     |     |     |     |
| 3    | Lotus-Climax    | 9      | 1   | 8   | -   |    |     |     |     |     |     |     |
| 4    | Cooper-Maserati | 3      | 3   | -   | -   |    |     |     |     |     |     |     |
| 5    | BRM             | 2      | -   | 2   | -   |    |     |     |     |     |     |     |

## À noter
- 1re victoire pour Jim Rathmann dans le cadre du championnat du monde des conducteurs.
- 3e victoire pour Watson en tant que constructeur dans le cadre du championnat du monde.
- 11e victoire pour Offenhauser en tant que motoriste dans le cadre du championnat du monde.
- Le jour de la course, une des tribunes de fortune construites par un groupe de spectateurs s'est effondrée dans la foule, faisant deux morts et une quarantaine de blessés[3].
- Signe du caractère artificiel de l'inscription de l'Indy 500 au calendrier du championnat du monde de F1, l'épreuve s'est tenue le lendemain du GP de Monaco. Bien entendu, aucun pilote n'a participé aux deux épreuves.
- L'Indy 500 1960 fut la onzième et dernière édition comptant pour le championnat du monde. Avec l'organisation d'un véritable Grand Prix des États-Unis à partir de 1959, la présence de l'Indy 500 dans le championnat du monde n'avait plus de raison d'être.

## Sources
- (en) Résultats complets sur le site officiel de l'Indy 500